# Cratere Barsova
Barsova  è un cratere sulla superficie di Venere. Deve il suo nome a Valerija Barsova (in russo Валерия Барсова?), soprano sovietico di etnia russa.